# Hydraena ilica
Hydraena ilica är en skalbaggsart som beskrevs av Manfred A. Jäch 1994. Hydraena ilica ingår i släktet Hydraena och familjen vattenbrynsbaggar. Inga underarter finns listade i Catalogue of Life.